# Bhikshu
 (février 2015).
Si vous disposez d'ouvrages ou d'articles de référence ou si vous connaissez des sites web de qualité traitant du thème abordé ici, merci de compléter l'article en donnant les références utiles à sa vérifiabilité et en les liant à la section « Notes et références ».

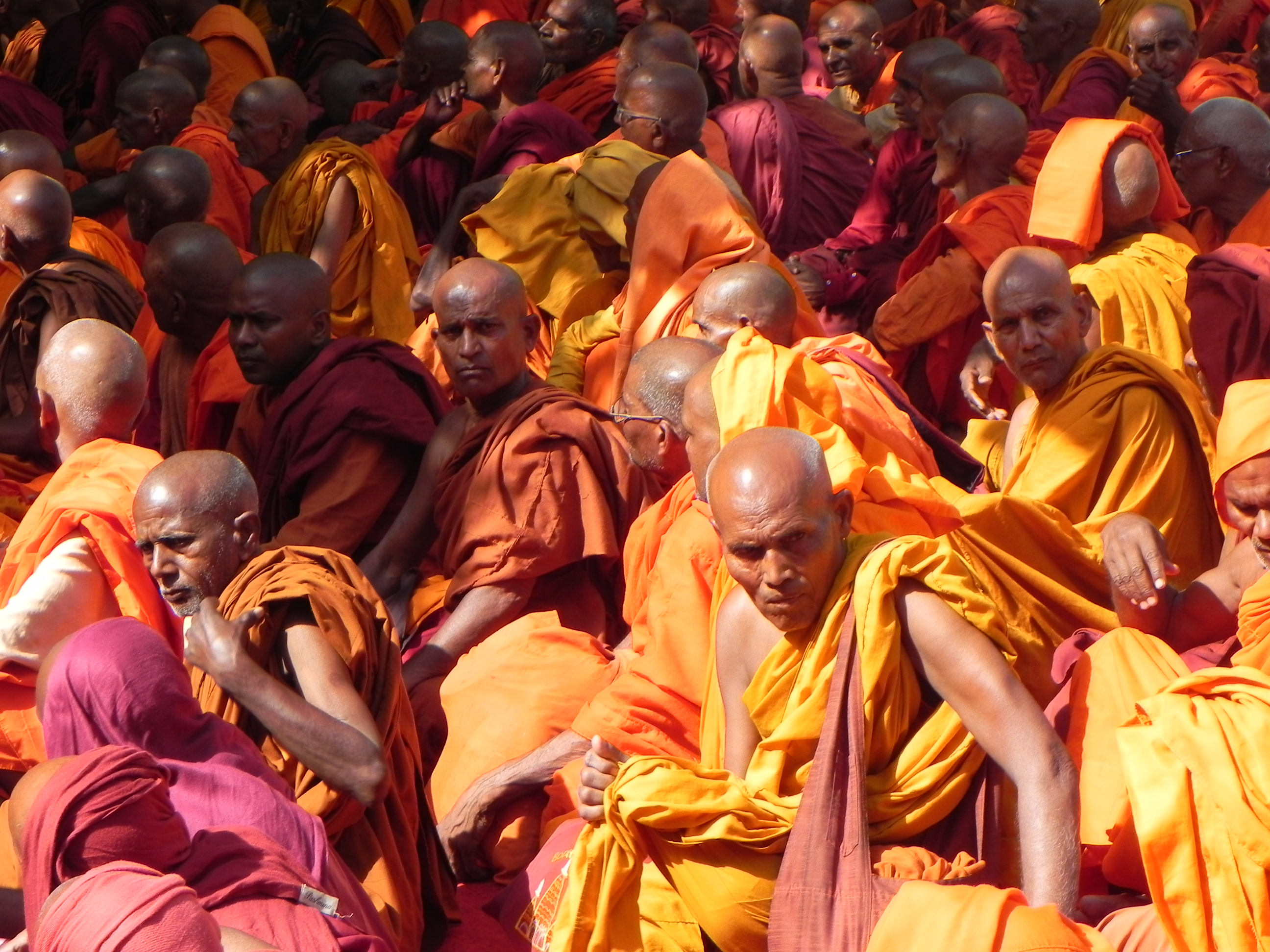
Bhikkhus theravada à Bodhgaya.

Bhikshu (sanskrit IAST: Bhikṣu, féminin : bhikṣuṇī ; pali : bhikkhu ; chinois : 比丘, bǐqīu (比丘尼, bǐqīuní pour une femme ; japonais : biku (比丘), bikuni (比丘尼) pour une femme ; tibétain, novices, Getsul au masculin et Getsulma au féminin, pour les moines pleinement ordonnés Gelong au masculin et Gelongma (en) au féminin). 
Le mot signifie littéralement « mendiant » et désigne, dans le bouddhisme, ceux qu'en français on appelle « moines ». L'appellation Bhikshu s'explique par le fait que les moines (et les moniales) doivent en principe mendier chaque jour leur nourriture parce qu' ils n'ont en principe pas le droit d'accumuler des réserves (mais cette pratique de la mendicité bouddhique a fortement évolué dans le temps et l'espace). Moines et moniales constituent le sangha à proprement parler. Le premier moine fut Ajnata Kaundiny.
Le monachisme est introduit dès les débuts de l'histoire du bouddhisme, mais est réservé dans un premier temps aux seuls hommes. Cependant Gautama Bouddha accepte bientôt que les femmes puissent recevoir l'ordination et devenir bhikkhuni. L'ordination se fait en deux temps : celui qui prend les vœux devient d'abord novice (samanera). À partir de vingt ans, il est possible de prendre les vœux de bhikkhu, ce qui demande de s'engager à respecter un code monastique (patimokkha) comprenant plus de deux cents règles.
Le présent article traite plus particulièrement des bhikkhus dans le courant theravāda.

## Ordre de charité

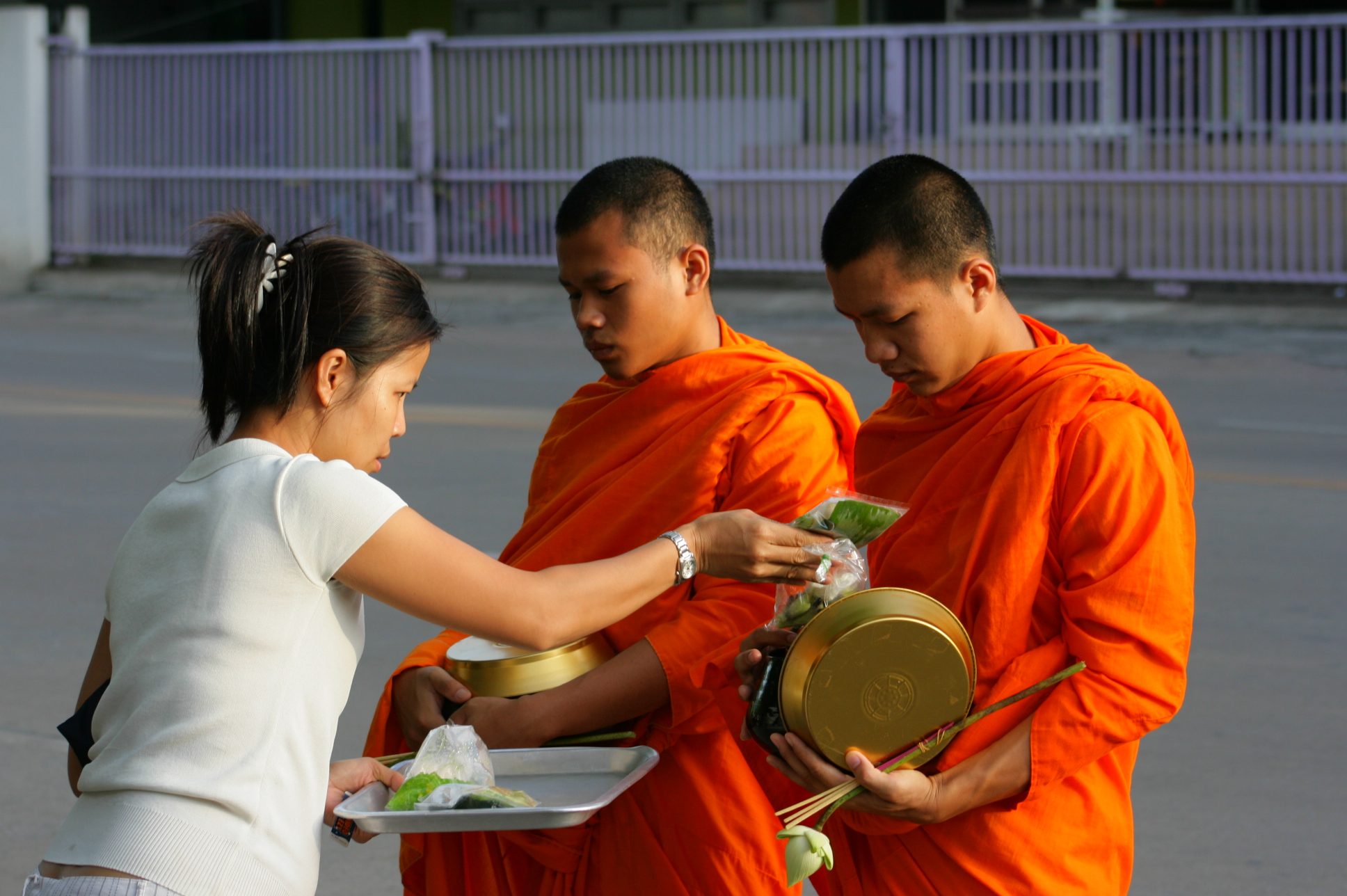
Bonzes recevant l'offrande de nourriture, Thaïlande, 2007.

Dans la continuité de la communauté monastique originelle, la communauté theravāda demeure un ordre de charité. Les bhikkhus sont totalement dépendants de la générosité continue des laïcs pour leur subsistance, ces derniers offrant ce qu’on nomme les « quatre nécessités » (nissaya ou paccaya sannissita) essentielles à la vie du moine, comprenant : les vêtements monastiques (chivara ou tichivara), le bol à aumônes (patta) pour la nourriture, le logement (senasana) et les remèdes (bheshajja). Ce système, instauré par le Bouddha, permet d’entretenir le lien d’interdépendance entre les moines et la société. La Communauté bouddhiste connaît rarement l’isolement que l’on peut constater dans de nombreuses traditions monastiques, en Orient comme en Occident.
Le respect mutuel entre moines et laïcs est encouragé ; ils font tous partie de la Communauté au sens élargi, qui comprend quatre catégories : moines, nonnes, laïcs et laïques. La décision de rester laïc ou de devenir moine est personnelle et dépend des circonstances dans lesquelles se trouve la personne. Le bénéfice que chaque catégorie retire de l’autre est mutuel : le laïc offre au moine les vêtements, la nourriture, le logement et les remèdes qui lui permettent de subsister. De leur côté, les moines et les nonnes donnent au laïc l’Enseignement (Dharma) tel qu’ils l’ont étudié, pratiqué et compris. Ainsi, les laïcs peuvent-ils facilement trouver conseil et aide dans un monastère auprès d’un des maîtres présents, ou auprès d’un parent ordonné ou pratiquant temporaire. Un équilibre est maintenu, chaque groupe offrant à l’autre ce qui lui est nécessaire pour vivre.
Les moines bouddhistes ne sont pas des mendiants au sens classique du terme car un code de conduite strict régit leur tournée de recueil de nourriture (pindapata) et la façon dont ils reçoivent les dons en général. Ils ne sont pas autorisés à utiliser de l’argent et ne peuvent manger que ce qui est offert ; ils ne peuvent pas faire du bruit, crier ou chanter pour attirer l’attention ; ils marchent silencieusement (dans le cas des moines méditants, ayant présent à l’esprit le sujet de méditation), et acceptent tout ce qui leur est offert comme nourriture, l’important étant l’attitude d’esprit au moment du don ; la nourriture est considérée comme un médicament permettant à la continuité esprit/corps de se maintenir.
L’entretien de la Communauté est intégré à la vie sociale et planifié selon le rythme de la vie quotidienne ou des festivités annuelles. Ainsi, en Thaïlande, on peut assister à l’offrande de la nourriture vers six ou sept heures tous les matins. Les vêtements, le logement et les remèdes sont principalement offerts à d’autres occasions. Durant la retraite de la saison des pluies (vassa), par exemple, un riche laïc peut loger et entretenir des moines, et des habits sont offerts durant le mois dit de kathina.

## Possessions du moine

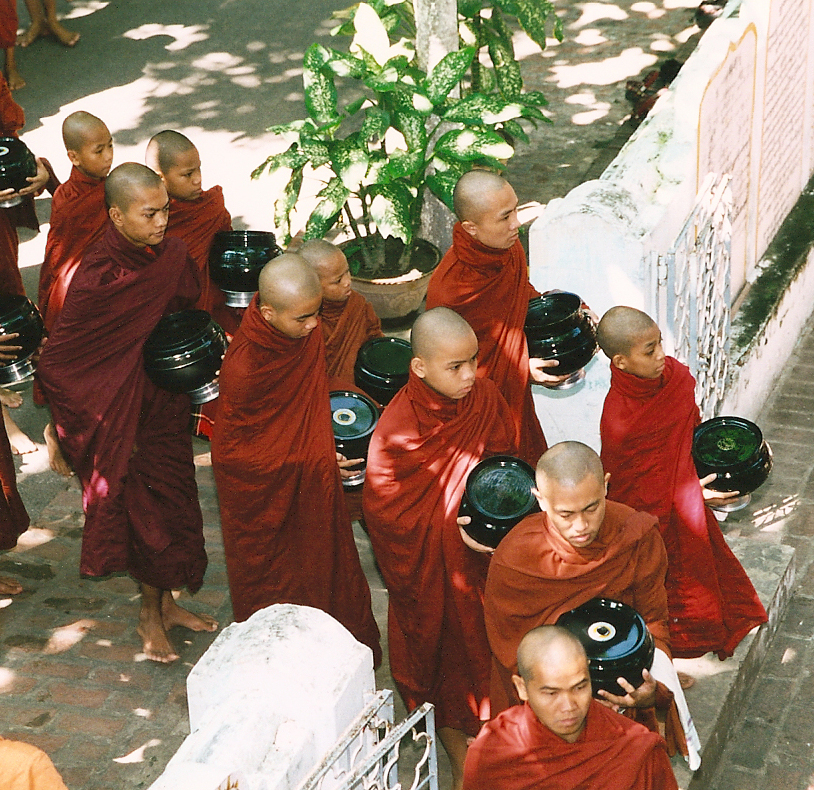
Bonzes birmans avec leur bol à offrande à Amarapura (2001)

Les véritables possessions du moine sont très réduites, et il doit considérer tout autre objet comme un prêt que lui fait l’Ordre. Il n’a que huit biens indispensables :
1. vêtement (une sorte de toge) du dessus à double épaisseur, pour la saison froide ou porté lors d’occasions formelles (sanghati)
2. vêtement du dessus à simple épaisseur (uttarasanga)
3. vêtement monastique utilisé comme sous-vêtement, enroulé autour de la taille (antaravasaka)
4. vêtement type sweat shirt rouge (uppraspivhina)
5. ceinture pour le vêtement de dessous (kayabandhana)
6. bol pour recueillir la nourriture (patta)
7. rasoir (vasi)
8. aiguille (nécessaire à couture) pour réparer ses vêtements (suchi)
9. filtre à eau pour ôter les êtres vivants de son eau afin que ni lui ni eux ne soient blessés (parissavana)

Le moine peut également utiliser une étoffe couvrant le thorax et découvrant l’épaule gauche (añsa), une pièce de tissu rectangulaire pour s’asseoir (nisidana), et quelques autres pièces de tissu à usage divers.

## Les règles comme moyen de libération

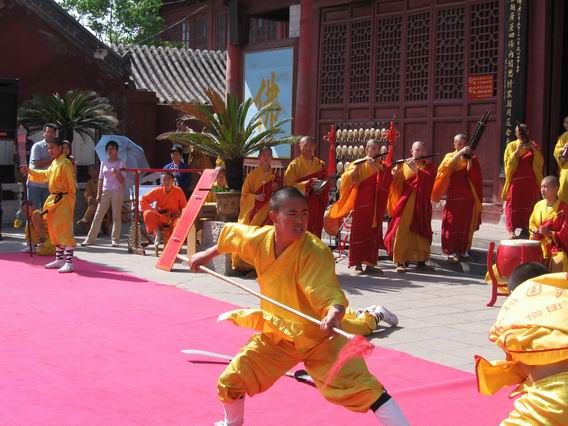
Bhikkhus pratiquant le kung-fu Shaolin, au (ą, Chine.

Les vinayas contenant les règles monastiques furent nombreux, chaque école ayant le sien, mais ils ne semblent pas avoir fondamentalement différé l’un de l’autre. Trois sont encore en usage de nos jours :
- Vinaya Pitaka des theravadin (Myanmar, Cambodge, Laos, Sri Lanka, Thaïlande) ; le patimokkha comprend 227 règles pour les moines et 311 pour les rares moniales (moins de 300 tous pays confondus).
- Dharmaguptaka Vinaya ou Dharmagupta Vinaya, en chinois sìfēnlǜ 四分律 (Chine, Japon, Corée, Vietnam) ; le patimokkha prévoit 250 règles pour les moines et 348 pour les moniales.
- Mūlasarvāstivāda Vinaya, (région himalayenne et Mongolie) ; le patimokkha impose 253 règles aux moines et 364 aux moniales.

L’ensemble des règles constitue le patimokkha (pali) ou pratimoksha (sanscrit). Pour garantir la bonne tenue de la Communauté, il est récité deux fois par mois, lors des jours d’uposatha de pleine et de nouvelle lune, en présence de tous les moines résidant à ce moment au monastère.
Ces règles, observées volontairement comme méthode de discipline personnelle, peuvent être tout aussi volontairement abandonnées ; les vœux perpétuels n’existent pas, en respect du principe d'impermanence et de liberté individuelle de choix. Si le processus d’ordination est complexe, dans ses conditions et son déroulement, le retour à l’état laïc est une formalité relativement simple. Il est possible de quitter la Communauté et d’y revenir à tout moment, certains effectuant cet aller-retour plusieurs fois. Dans les pays d’obédience theravada, la population monastique est très élevée en raison des nombreuses ordinations temporaires ou "de circonstance" ; c’est une pratique courante pour les hommes que de passer un certain temps comme novice ou moine, le plus souvent entre la fin des études et l’entrée dans la vie professionnelle. Ils choisissent en général la période de la retraite de la saison des pluies, approximativement de juillet à octobre ou novembre.
Les moines ne doivent ni posséder ni transférer ni gérer d’argent, si bien qu'ils observent la pauvreté dans le sens du monachisme chrétien. Ils doivent s’abstenir de tout type de rapport sexuel, et observer la chasteté. Mais ils ne sont pas soumis à une obéissance aveugle, bien qu’ils aient des obligations de disciples envers leur maître, que tout bon moine suit strictement. Lorsque, après au moins cinq ans, ils possèdent savoir et expérience et une connaissance solide de leurs règles, ils sont libres de voyager où bon leur semble, à la recherche d'autres maîtres de valeur ou pour pratiquer dans la solitude.
Les devoirs du bhikkhu sont simples mais difficiles à remplir. Il doit s’efforcer d’acquérir un vaste savoir et une profonde compréhension de tout ce que le Bouddha a enseigné. Il doit pratiquer l’enseignement du Dharma, observer la moralité, pratiquer l'attention, et développer la sagesse (soit les trois sections de l'octuple sentier). le bikkhu comprendra alors les Enseignements du Bouddha selon ce qu’il en aura pratiqué. Et enfin, en fonction de ses capacités et ses inclinations, il pourra enseigner, soit par son propre exemple, soit en prêchant ou encore en écrivant des livres.

### Lespârâjika
Il existe quatre actions (les pârâjika) dont la pratique entraîne l'exclusion automatique de la communauté monastique et le retour à l'état laïc : 
1. avoir des relations sexuelles
2. voler ne pas mentir (ni se prévaloir indûment de tout accomplissement spirituel)
3. tuer un être humain
4. affirmer faussement avoir atteint l'éveil ou posséder des pouvoirs surnaturels.

À ces quatre actions — qu'elles doivent aussi éviter — viennent s'ajouter quatre autres pour les moniales:
1. prendre plaisir à un contact avec un homme entre la clavicule et le genou
2. cacher une pârâjika commise par une autre moniale
3. suivre un moine qui a été suspendu
4. faire preuve de huit dispositions penchant vers la sexualité (parmi lesquelles une nonne lascive qui se réjouirait de l'arrivée d'un homme lubrique, lui demandant de s'asseoir ou tendant son corps vers lui).